# 小宮敬三
小宮 敬三（こみや けいぞう、1955年2月19日 - ）は、日本の元騎手・元調教助手。

## 経歴

### 1970年代
1976年3月に東京・森末之助厩舎からデビューし、徳吉一己・小林常泰・蓑田早人の弟弟子となる。同6日の中山第12競走5歳以上300万下・ローヤルサンダー（14頭中9着）で初騎乗を果たし、同馬に騎乗した5月9日の福島第10競走で初勝利を挙げる。
1年目の1976年は8月20日・21日の新潟で初の2日連続勝利、10月16日の福島では初の1日2勝をマークし、10月16日の福島第9競走飯坂ハンデキャップ・ミノルタケで初の特別勝ちを挙げた。
2年目の1977年には初の2桁となる13勝をマークし、3年目の1978年には15勝を挙げて2年連続2桁勝利を記録。
小宮を含む森厩舎に所属する騎手4人全員が乗って、勝たせているという珍しい記録 を持つヤマブキオーには2度騎乗。初騎乗は1977年2月27日の中山第9競走5歳以上オープンで前年秋の天皇賞馬アイフル、二冠牝馬テイタニヤを抑えて勝利。2度目の騎乗は1978年1月7日の東京第9競走5歳以上オープンで、明け9歳でトップハンデ61kgを背負ったが、前年にスプリンターズステークスを勝った5歳牝馬メイワキミコをアタマ差抑えた。
1978年にはロミカスポートで東北記念2着に入り、1980年には19勝をマーク。

### 1980年代
1981年には小倉大賞典で奥平真治厩舎のリンドンシチーを14頭中14番人気ながら前年のオークス馬ケイキロクにハナ差3着に導き、自己最多で自身最後の2桁となる22勝を挙げる。
1982年3月7日の中山第12競走5歳以上オープンでは森安弘昭厩舎のキヨヒダカに騎乗し、1分49秒0のレコード勝ちを収めた。
1983年には目黒記念を勝って春の小倉に遠征してきたトウショウゴッドの手綱を任され、小倉大賞典では人気に推されるもトップハンデ60kgで3着に敗れた。
1983年8月28日の小倉第7競走読売杯西海賞・スズシャンテイで99勝目を挙げて100勝に王手をかけたが最後の勝利となり、11月26日の中京第12競走4歳以上400万下・ワカコマショウグンで惜しくも2着が最後の騎乗となり、同年限りで現役を引退。
引退後は調教助手。

## 騎手成績
| 通算成績 | 1着 | 2着 | 3着 | 4着以下 | 出走回数 | 勝率 | 連対率 |
| -------- | --- | --- | --- | ------- | -------- | ---- | ------ |
| 計       | 99  | 76  | 94  | 744     | 1013     | .097 | .190   |